# 莫斯科動物園
莫斯科動物園（俄语：Московский зоопарк）是位於莫斯科的一座動物園，面積21.5-公頃（53-英畝），成立於1864年。莫斯科動物園最初是莫斯科國立大學的動物園，在1919年國有化。1992年，動物園的產權移交給莫斯科市。開業當時莫斯科動物園面積10公頃（25英畝），有動物286頭。現在莫斯科動物園有約1000種動物，數量超過6500只。

## 外部連結
维基共享资源上的相關多媒體資源：莫斯科動物園
- 官方网站
- photography Moscow Zoo 2010